# Saint-Laurent-d'Arce
Saint-Laurent-d'Arce (Sent Laurenç d'Arce em occitano) é uma comuna francesa na região administrativa da Nova Aquitânia, no departamento da Gironda. Estende-se por uma área de 8,09 km². Em 2010 a comuna tinha 1 489 habitantes (densidade: 184,1 hab./km²).

## Geografia
Saint-Laurent-d'Arce é uma comuna da área urbana de Bordeaux, localizada nas Cubzaguais, a cerca de 480 km a sudoeste de Paris e cerca de 30 km a noroeste de Bordeaux. A altitude máxima da cidade é de 46 m e a altura mínima é de 3 m. A cidade está no fuso horário Horário da Europa Central (UTC+1) e Horário de Verão da Europa Central (UTC+2) no horário de verão. Saint-Laurent-d'Arce ocupa o lugar 1197 em 2290 Aquitaine comum, por área.

### Municípios vizinhos
Os municípios vizinhos estão, no norte, Cézac, no leste, Peujard, no sul, Saint-Gervais, a oeste, Prignac-et-Marcamps e noroeste, Tauriac.

### Hidrografia
A cidade é atravessada pelo Moron.

### Geologia
O solo da cidade é de argila e calcário.

## História
Historicamente, Saint-Laurent-d'Arce faz parte do município de Blaye, na província de Biscaia. Pedreiras são operados a partir do século XVIII. As pedras são vendidos para Bordeaux. Nestas carreiras são então cultivadas cogumelos brancos. De 20 a 22 Julho de 2012, Saint-Laurent-d'Arce organiza o encontro 22 de Saint-Laurent da França.

## Administração
Saint-Laurent-d'Arce pertence ao distrito de Blaye desde 2006. Também pertence ao cantão de Saint-André-de-Cubzac e a comunidade dos municípios de Cubzaguais. Desde 2008, o prefeito é Jacques Bastide, vice-presidente da comunidade dos municípios de Cubzaguais (eleito até 2014). O brasão de armas de Saint-Laurent-d'Arce é a capela românica, a cruz dos Templários, as uvas e os cogumelos.
| 1977-2001       | Michel Carrique       |
| março 2001-2014 | Jacques Bastide (UMP) |

## Demografia
| População da comuna de Saint-Laurent-d'Arce (1962 – 2009) | População da comuna de Saint-Laurent-d'Arce (1962 – 2009) | População da comuna de Saint-Laurent-d'Arce (1962 – 2009) | População da comuna de Saint-Laurent-d'Arce (1962 – 2009) | População da comuna de Saint-Laurent-d'Arce (1962 – 2009) | População da comuna de Saint-Laurent-d'Arce (1962 – 2009) | População da comuna de Saint-Laurent-d'Arce (1962 – 2009) | População da comuna de Saint-Laurent-d'Arce (1962 – 2009) | População da comuna de Saint-Laurent-d'Arce (1962 – 2009) | População da comuna de Saint-Laurent-d'Arce (1962 – 2009) | População da comuna de Saint-Laurent-d'Arce (1962 – 2009) |
| --------------------------------------------------------- | --------------------------------------------------------- | --------------------------------------------------------- | --------------------------------------------------------- | --------------------------------------------------------- | --------------------------------------------------------- | --------------------------------------------------------- | --------------------------------------------------------- | --------------------------------------------------------- | --------------------------------------------------------- | --------------------------------------------------------- |
| 1962                                                      | 1968                                                      | 1975                                                      | 1982                                                      | 1990                                                      | 1999                                                      | 2006                                                      | 2007                                                      | 2008                                                      | 2009                                                      | 2010                                                      |
| 703                                                       | 782                                                       | 877                                                       | 1 020                                                     | 1 140                                                     | 1 057                                                     | 1 260                                                     | 1 289                                                     | 1 329                                                     | 1 358                                                     | 1 362                                                     |

Em 2007, Saint-Laurent-d'Arce havia 484 famílias, das quais 92 (19 %) eram pessoas solteiras, 36 homens (39 %) e 56 mulheres (61 %), 164 (33,9 %) foram famílias com crianças, 192 (39,7 %) foram casais sem filhos e eram 36 (7,4 %) famílias monoparentais com filhos. Saint-Laurent-d'Arce ocupa o lugar 378 em 2290 Aquitaine comum pela população.

## Sítios e monumentos

### Igreja de San Lorenzo

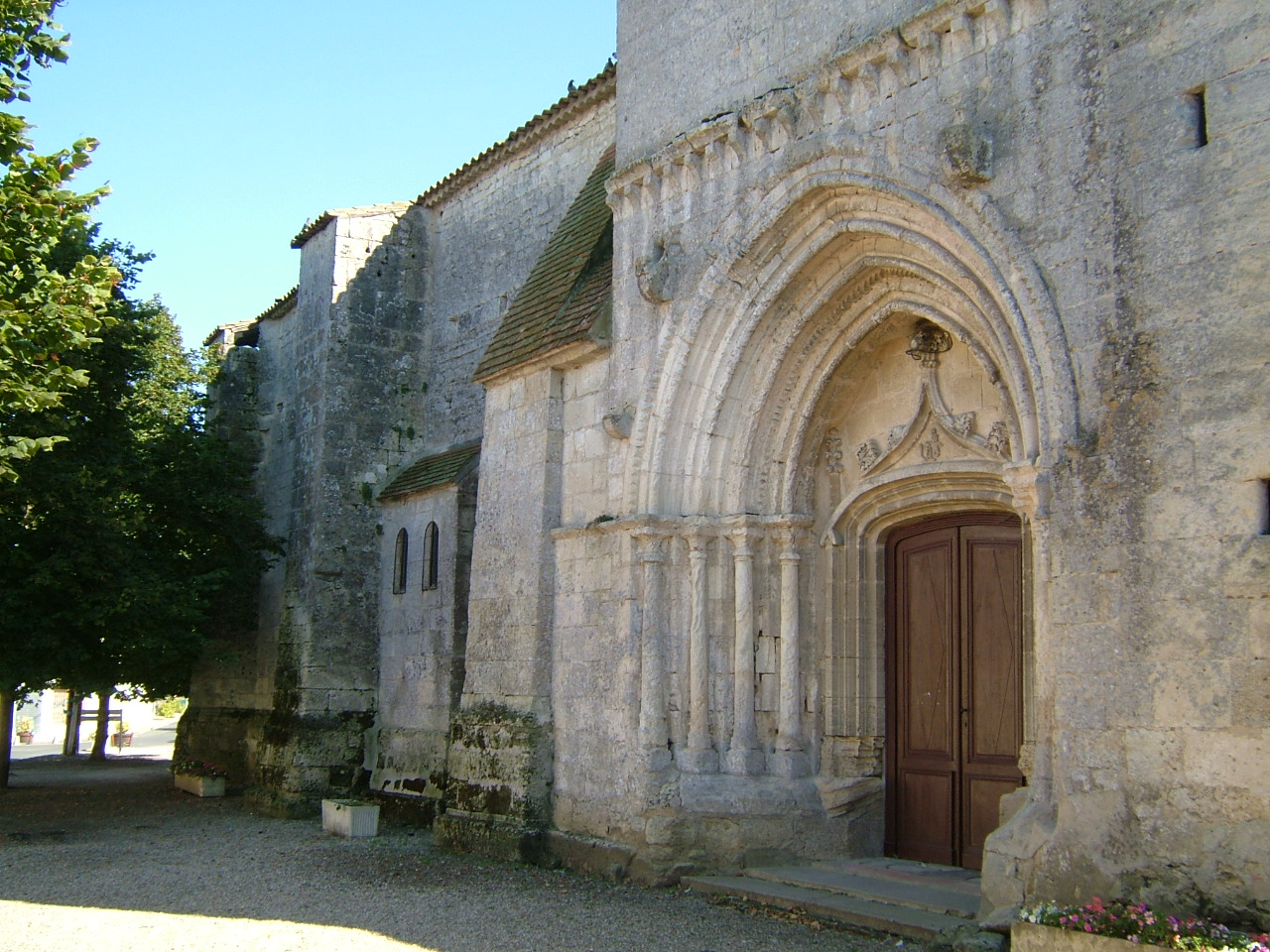
Portal norte da igreja de San Lorenzo.

Saint-Laurent-d'Arce tem uma igreja cuja construção começou no século XI e termina no século XII. A igreja está localizada no centro da vila. Tem um poderoso sino oblongo. Leo Drouyn diz: "No século XVI, a igreja foi quase totalmente reconstruída e se fortaleceu de forma a fazer uma espécie de cidadela capaz de resistir por muito tempo tropa de homens armados". O portal construído na parte dianteira, cujos arcos arqueado folha de queda nas capitais é o trabalho segunda campanha, localizado no século XIII e edifício contemporâneo da torre, substituindo provavelmente o primeiro portal românico. Na parte inferior do corpo de frente, a porta está decorado com os motivos góticos do século XVI. A nave é acompanhado por uma estrela lado de baixo arqueado cujas chaves são revestidas com uma corda. Até 1880, ele foi cercado por um vasto cemitério. A igreja está listado no inventário dos monumentos históricos por despacho de 21 de dezembro de 1925.

### Capela de Santa Quitterie de Magrigne
A capela dos Templários de Magrigne (XII tarde - XIII precoce), em estilo românico, é um monumento histórico. Hospitalar capela dos Templários foi construída no século XII e é dedicada a Santa Quitterie. A capela é um santuário no século XIII, atribuído aos Hospitalários de S. João de Jerusalém. Seu estilo é românico e não tem janela lateral por causa dos edifícios que estavam ao seu lado. A nave é apoiado por grande contrafortes e construído com pedra bonita é coberta com uma abóbada de berço sem doubleau. A abside é plana e perfurou um triplo com aberturas estreitas e elegantes de altura. Leo Drouyn indica: "um cordão horizontal divide-se em dois andares de distância, e os lados norte e sul são encimado por uma cornija apoio mísulas semelhantes à capela da Madalena de Saint-Emilion". A porta do século XIII está coberta com uma lanceta longa e o pinhão é terminada com um campanário geminai. Encontramos vestígios de pinturas do século XIII. Léo Drouyn concluiu que ele deve ser um dos últimos com pinturas deste período. Abandonada, cheia de ervas daninhas e os animais de fazenda, foi restaurada e voltou ao culto em 1895. A [[]peregrinação] é realizada anualmente no dia da festa de Pentecostes. A capela é classificada monumento histórico, por ordem de 10 de Novembro de 1921.

### Castelo de Hurbe
O castelo de Hurbe é do século XVIII.

## Geminação
- Klingenberg am Main (Alemanha), desde 1980.[21]
- San Lorenzo de Hortons (Espanha), desde 1992.[22]

## Transporte
Saint-Laurent-d'Arce é servida pela auto-estrada A10 (Rota dos Estuários) e por estradas do condado D137 e D737.
375 casas principais têm um espaço de estacionamento (75,2 %). 200 famílias possui um veículo (41,3 %), 264 casas tem dois ou mais (54,5 %).

## Economia

### Emprego
Em 2007, há 841 pessoas em idade de trabalho (65,2 % da população), incluindo 628 ativos (74,7 %) e 213 inativos (25,3 %). Dos 628 indivíduos ativos, 564, 305 homens (54,1 %) e 259 mulheres (45,9 %), de trabalho e 64, 21 homens (33 %) e 43 mulheres (67 %), estavam desempregados. A taxa de emprego é de 89,8 % ea taxa de desemprego de 10,2 %. Das 213 pessoas inativas, 75 são aposentados (35 %), 71 estão estudando (33 %) e 67 são classificados como "inativos outro" (31 %). Em 2007, a taxa de emprego foi de 74,7 %, contra 69,9 % em 1999.

### Ganhos
Em 2009, a cidade de Saint-Laurent-d'Arce tem 511 unidades fiscais, consistindo de 1,329.5 pessoas. O imposto médio anual da renda per pessoa é 18.041 €.

### Atividades

#### Empresas
Em 2007, a cidade tem 50 empresas. Em 2009, a cidade tem 21 serviços públicos, três empresas de reparação de veículos e ferramentas agrícolas, três pedreiros, 2 pintores, 4 carpinteiros, 3 encanadores, 2 eletricistas, 2 salão de cabeleireiro e 2 restaurantes. Em 2009, há dois estabelecimentos comerciais, um armazenamento de menos de 120 m2 e uma farmácia.
| Tipo                                      | Número de empresas | Proporção de empresas (%) |
| Empresas de construção                    | 17                 | 34                        |
| Venda e reparação de veículos             | 13                 | 26                        |
| Empresas de serviços                      | 6                  | 12                        |
| Outras atividades de serviços             | 4                  | 8                         |
| Outros produtos de empresas de manufatura | 3                  | 6                         |
| Governos                                  | 2                  | 4                         |
| Hotelaria e restauração                   | 2                  | 4                         |
| Empresas de alimentos                     | 1                  | 2                         |
| Fabricantes de equipamentos elétricos     | 1                  | 2                         |
| Indústria transporte                      | 1                  | 2                         |

#### Agricultura
Em 2000, na cidade de Saint-Laurent-d'Arce, existem 26 fazendas, operador de 162 hectares. Saint-Laurent-d'Arce produz um vinho tinto de denominação "Bordeaux" e "Bordeaux Supérieur". Vinho branco também é produzido no Château de Hurbe.

## Educação
Saint-Laurent-d'Arce tem uma escola primária.

## Habitação
Em 2007, há 526 unidades, 499 casas principais (94,9 %), 20 casas de veraneio (3,8 %) e 7 casas vagas (1 %). Há 507 casas (96,4 %) e 17 apartamentos (3,2 %). Das 499 casas principais, 425 são ocupados por seus proprietários (85,2 %), 64 são alugados (13 %) e 10 são ocupados gratuitamente (2,0 %).
| Composição de casas         | Composição de casas | Composição de casas | Composição de casas | Composição de casas |
| --------------------------- | ------------------- | ------------------- | ------------------- | ------------------- |
| Número de salas             | 1                   | 2                   | 3                   | 4 ou mais           |
| Número de fogos             | 14                  | 46                  | 150                 | 288                 |
| Proporção de habitações (%) | 2,8                 | 9,2                 | 30,1                | 57,8                |